# Serák Károly
Serák Károly (Adacs, 1835. október 28. (keresztelés) – Budapest, 1905. május 28.) nagyabonyi kisbirtokos, a Fővárosi Állat- és Növénykert igazgatója.

## Életútja
Serák István és Traub Anna törvénytelen fiaként született, Kunszentmiklóson keresztelték.
1873-ban nevezték ki állatkert-igazgatónak, mert abban reménykedtek, hogy gazdálkodói tapasztalatával az új direktor meg tudja menteni a kertet a teljes összeomlástól. Három évtizeden át, „változó szerencsével” vezette a kertet, a leghosszabb ideig valamennyi igazgató közül.
Kinevezése után hozzáfogott az állatkert katasztrofális pénzügyi helyzetének rendbetételéhez. Első lépésként a fővároshoz fordult pénzsegélyért, a város vezetői azonban ezt megtagadták, mondván: ilyesmiről csak akkor lehet szó, ha az új vezetés eredményeivel bizonyít.
Ezután úgy igyekezett az állatkertet működtetni, mintha az a saját kis birtoka lenne, s mivel külső segítségre nem számíthatott, minden lehetőséget megragadott a pénzszerzésre. A legnagyobb haszonnal persze a mutatványosok szerepeltetése kecsegtetett, így aztán egymást érték a tűznyelők, az akrobaták és a kötéltáncosok. Bár ezek a látványosságok az állatkertbe nemigen illettek, elegendő bevételt hoztak a kertnek ahhoz, hogy a válságból kilábalhasson. A pénzügyi helyzet lassan stabilizálódott, s 1875-ben már a főváros is megszavazta a segélyt az állatkert részére.
Már vagy nyolc évig volt beteg és ekkor az állatkert hanyatlásáért és bajaiért is őt okolták. Meghalt 1905. május 29-én Budapesten a Szent János-kórházban.

## Családja
Első felesége Danielisz Hortenzia, akitől megözvegyült. Második neje Hentaller Emília (Elma), Hentaller Eduárd és Batta Constantia leánya, akivel 1884. szeptember 15-én házasodott össze a Budapest-Kálvin téri református templomban, (Elhunyt 1906. július 3-án Budapesten.) Harmadik felesége Thury Emília Mária volt, akivel 1888 novemberében kötött házasságot Budán, az unitárius egyház szertartása szerint. Gyermekeik Serák Márta opera-énekesnő és Serák Alice tanítónő (férjezett Mándoky Lajosné, Budapest, 1889. július 30. – Budapest, 1953. december 5.).

## Munkái
- Állatkerti Kalauz. Tájékoztató a budapesti állatkertben az állatok rövid leírásával, Budapest, 1878.